# Colin Lane
Colin Stuart Lane (Perth, 25 marzo 1965) è un comico, attore e conduttore televisivo australiano, che vive a Melbourne, noto per essere metà del duo comico Lano e Woodley.

## Biografia

### Lano e Woodley
Lane si è esibito con il collega Frank Woodley come parte del duo comico Lano and Woodley per un periodo di quasi 20 anni. I due si sono incontrati attraverso theatresports  a metà degli anni '80 e si sono esibiti insieme per la prima volta in una serata a microfono aperto al Prince Patrick Hotel di Collingwood, Victoria, nel 1987 insieme al loro amico Scott Casley, facendosi chiamare The Found Objects.
Nei sei anni successivi il trio si è esibito in luoghi in tutta l'Australia e all'Edinburgh Festival Fringe. Diventarono semi-regolari in The Big Gig della ABC TV, uno spettacolo noto per aver dato impulso alle carriere di nuovi attori comici, hanno avuto il loro programma radiofonico commerciale per sei mesi e hanno fatto parte dello show di sketch di breve durata di Seven Network The Comedy Sale. Quando nel 1992 Casley si trasferì ad Alice Springs, Woodley e Lane decisero di continuare come duo, traendo il nome dai soprannomi della giovinezza.
Nei panni di Lano e Woodley, i due adottano personaggi umoristici sul palco, con Woodley che interpreta un "buffo ingenuo" che è spesso vittima di bullismo dal personaggio pomposo e controllante di Lane. Il loro primo spettacolo come duo comico, Fence, debuttò nel 1993. È stato in tournée in tutta l'Australia, vincendo il Moosehead Award al Melbourne International Comedy Festival per il miglior atto e alla fine è stato premiato all'Edinburgh Festival Fringe nel 1994, dove ha vinto il prestigioso Perrier Comedy Award. Successive produzioni dal vivo hanno incluso Curtains, Glitzy, Slick, Bruiser, The Island e il loro spettacolo d'addio del 2006, Goodbye. Nel 2000 hanno co-ospitato il Melbourne Comedy Gala televisivo.
Woodley e Lane hanno creato due programmi televisivi insieme. Le avventure di Lano e Woodley, presentata per la prima volta sulla ABC nel 1997, era una serie comica in cui i due vivevano insieme in un appartamento immaginario della periferia di Melbourne e si cacciavano spesso nei guai. È andato in onda per due stagioni, e in altri 38 paesi. Sebbene sia stata offerta loro l'opportunità di fare la serie in Inghilterra, la coppia decise di rimanere in Australia perché non volevano vivere a Londra. Nel 2004 il loro spettacolo dal vivo, The Island, è stato girato come speciale televisivo e trasmesso su The Comedy Channel. Il duo ha anche pubblicato un album, Lano & Woodley Sing Songs, e un romanzo, Housemeeting.
Nel 2006, dopo quasi 20 anni di lavoro insieme, Woodley e Lane decisero di separarsi. Woodley afferma che la divisione è stata provocata dal desiderio di perseguire nuove sfide. "Eravamo appena arrivati al punto in cui sentivamo di dover prendere una decisione", afferma. "Avremmo potuto trascorrere i successivi 20 anni facendo questo, e questa sarebbe stata la nostra carriera, le nostre vite, per sempre. E non sarebbe stata una cosa terribile. Oppure avremmo potuto dire: 'Diamo un po' più di vivacità alle nostre vite'." In un tour finale il duo viaggiò attraverso 37 città australiane con il loro spettacolo d'addio, Goodbye.
Nel 2016 Colin si è riunito con Frank Woodley per una performance a sorpresa nell'ambito del 30th Birthday Bash del Melbourne Comedy Festival.
Nel 2018 il duo ha ripreso i ruoli di Lano e Woodley per FLY, uno spettacolo che ha vinto il People's Choice Award del Melbourne Comedy Festival 2018.

### Lavoro come solista
Dal tour d'addio di Lano e Woodley, Lane è apparso in Don's Party per la Melbourne Theatre Company, seguito da una stagione con la Sydney Theatre Company. Nel 2008 è stato scelto per il ruolo di Pooh-Bah in The Mikado della Essgee Productions.
Lane ha scritto ed eseguito uno spettacolo di cabaret da solista, I'm Not Sure About the Music, su un uomo che perde la musica e la ritrova. La eseguì al Melbourne International Comedy Festival nel 2009 e di nuovo per una stagione di ritorno limitata nel 2010.
Ha fatto numerose apparizioni alla televisione australiana, con apparizioni come ospite in Good News Week, Spicks and Specs, Welcher & Welcher, Thank God You're Here, Neighbours, All Star Family Feud e Show Me the Movie!. È stato anche presentatore di due spettacoli di Nine Network, Wine Me, Dine Me e Kings of Comedy. I suoi crediti cinematografici includono il film di Jimeoin del 2005 The Extra, in cui interpretava un film extra, Danny, e il cortometraggio White Lines.
Nel 2011 Lane è stato un conduttore di riempimento in The Circle sia per Gorgi Coghlan (inizio 2011) che per Chrissie Swan (fine 2011) mentre entrambe prendevano il congedo di maternità. Sempre nel 2011, è stato annunciato che Lane avrebbe ospitato Ready Steady Cook in sostituzione di Peter Everett da giugno dello stesso anno.
Nel 2013, 2014, 2017 e 2020 Lane è apparso come giurato nella serie comica britannica QI. Ha anche fatto un'apparizione in SlideShow di Channel 7. Nel novembre 2014, è apparso come sostituto all'ultimo minuto nella crociera inaugurale delle arti dello spettacolo australiane sulla Radiance of the Seas insieme, tra gli altri, a Cheryl Barker, David Hobson, Teddy Tahu Rhodes, Simon Tedeschi, Elaine Paige, Marina Prior e Jonathon Welch. Con David Hobson, è apparso dal 2016 in vari festival nello spettacolo "In Tails - A Comedian and an Opera Singer's Worlds Collide" che è stato anche in tournée in Australia.